# Eyal Golasa
Eyal Golasa (Hebreeuws: אייל גולסה) (Netanja, 7 oktober 1991) is een Israëlisch voetballer die bij voorkeur als middenvelder speelt. Hij verruilde in juli 2014 Maccabi Haifa voor PAOK Saloniki. Golasa debuteerde in 2010 in het Israëlisch voetbalelftal international. Hij bezit ook een Belgisch paspoort.

## Clubcarrière
Golasa is een product van de jeugdacademie van Beitar Nes Tubruk. In 2008 werd hij naar Maccabi Haifa gehaald. Hij debuteerde in het seizoen 2008/09 in de Ligat Ha'Al. Sindsdien speelde hij 128 competitiewedstrijden voor Maccabi Haifa, waarin hij dertien doelpunten scoorde. In februari 2010 tekende hij bij SS Lazio, maar de transfer ging uiteindelijk niet door om administratieve redenen.

## Interlandcarrière
Golasa debuteerde in 2008 voor Israël -21. Hij debuteerde in 2010 in het Israëlisch voetbalelftal.
2 Cohen ·
3 Revivo ·
4 Lemkin ·
5 Nachmias ·
6 Asante ·
7 Zahavi  ·
9 Turgeman ·
11 Yehezkel ·
13 Shlomo ·
14 Van Overeem ·
15 Malede ·
16 Kanichowsky ·
16 Patati ·
18 Stojić ·
19 Madmon ·
20 Addo ·
22 Melika ·
23 Sluga ·
27 Davidadza ·
28 Sissokho ·
33 Layous ·
36 Shahar ·
42 Peretz ·
55 Bitton ·
77 Davida ·
90 Mishpati ·
Coach: Lazetić